# آلبرتو کابایرو
آلبرتو کابایرو (اسپانیایی: Alberto Caballero‎؛ زادهٔ ۲۱ اوت ۱۹۷۳) تهیه‌کننده فیلم، کارگردان فیلم، فیلم‌نامه‌نویس، و نویسنده اهل اسپانیا است.

## حرفه
او به‌عنوان خالق سریال اینجا هیچ‌کس نمی‌تواند زندگی کند (۲۰۰۳–۲۰۰۶) و جانشین آن دردسر قریب‌الوقوع (۲۰۰۷–) شناخته می‌شود. خواهرش، لائورا کابایرو، نیز در کنار او به کارگردانی و تهیه‌کنندگی این مجموعه‌ها می‌پردازد.
از سال ۲۰۰۳، او دیالوگ‌های سریال اینجا هیچ‌کس نمی‌تواند زندگی کند را بازنویسی می‌کرد. از سال ۲۰۰۹، زمانی که شبکه تله‌سینکو نسخه‌ای از آن را اقتباس کرد، او به همراه استر خیمنس مدیر اجرایی تولید شد و دانیل دئورادور و سرخیو میتخانس به‌عنوان فیلم‌نامه‌نویسان فعالیت کردند.
از سال ۲۰۱۳، او با بازیگر میرن ایبارگورن وارد رابطه شد؛ کسی که با ایفای نقش سورایا در سریال آیدا و پس از آن نقش یولاندا در دردسر قریب‌الوقوع شناخته می‌شود. در فوریه ۲۰۲۲ خبر پدر شدن او برای نخستین‌بار به‌صورت عمومی اعلام شد. نوزاد در تاریخ ۱۷ ژوئیه ۲۰۲۲ به دنیا آمد.

## زندگی شخصی
در سپتامبر ۲۰۱۲ با بازیگر، وانسا رومرو، ازدواج کرد؛ کسی که در فصل پایانی سریال اینجا هیچ‌کس نمی‌تواند زندگی کند با او آشنا شده بود. رابطه آن‌ها دچار بحران شد، چرا که در آوریل ۲۰۱۳، ماریا آدانس (همسر پیشین او) در سریال نقش گرفت. در اکتبر ۲۰۱۳ از یکدیگر جدا شدند و وانسا در چند قسمت، سریال را ترک کرد.